# Federico Vairo
Federico Vairo Moramarco (27. ledna 1930 – 7. prosince 2010) byl argentinský fotbalový obránce, který vyhrál tři po sobě jdoucí ligové tituly s River Plate a reprezentoval Argentinu na Mistrovství světa ve fotbale 1958.
Jeho mladší bratr Juan Apolonio Vairo Moramarco, který odehrál i jednu sezónu v Juventusu, byl také profesionálním fotbalistou.

## Klubová kariéra
Vairo začal svou kariéru v roce 1947 ve svém rodném městě v klubu Rosario Central. Za klub odehrál 8 sezón, než se přestěhoval do Buenos Aires, kde hrál za River Plate. S klubem vyhrál tři po sobě jdoucí ligové tituly mezi lety 1955 a 1957.
V roce 1960 se Vairo připojil k chilskému klubu O'Higgins. Jeho první tři sezóny v klubu skončily uprostřed tabulky, ale v roce 1963 klub sestoupil, když skončil na posledním 18. místě.
V roce 1964 se klub úspěšně vrátil do Primera División de Chile, když vyhrál chilský titul v druhé divizi. V roce 1965 Vairo zasvětil svůj život mládežnické kategorii jako trenér River Plate, kde měl na starosti trénink a výchovu amatérů na profesionální fotbalisty první ligy.
V roce 1967 si ještě zahrál za kolumbijský klub Deportivo Cali.
V letech 1999–2010 ho River Plate najalo jako skauta fotbalových talentů z provincie Santa Fe. Jedním z nejlepších hráčů, které skautoval, byl dvanáctiletý Lionel Messi, jenž později odešel z klubu do Barcelony.
V roce 2005 dostal cenu na oslavě 50. výročí klubu O'Higgins.

## Reprezentační kariéra
V letech 1955 až 1958 odehrál 41 zápasů za argentinskou fotbalovou reprezentaci. V roce 1957 pomohl Argentině vyhrát Mistrovství Jižní Ameriky ve fotbale a reprezentoval Argentinu na Mistrovství světa ve fotbale 1958 ve Švédsku.
Jednu dobu byl hráčem s největším počtem odehraných zápasů za národní tým. Jeho rekord byl překonán až v roce 1990.

## Smrt
7. prosince 2010 Federico Vairo zemřel v nemocnici v Buenos Aires na rakovinu žaludku. Zůstal po něm bratr Juan Vairo, manželka Marta a tři děti, Graciela, Daniel a Claudia.